# James Bond 007: The Duel
James Bond: The Duel é o primeiro game eletrônico de James Bond,
o jogo mostra Timothy Dalton com James Bond.
Jogo criado para o Sega Mega Drive, inspirado em James Bond, de 007.
O jogo foi feito pela Sega em 1993, ainda quando Timothy Dalton tinha contrato com a EON Produtions. O jogo tem versão para Mega Drive,
Master System e Game Gear.